# Between Two Worlds (Roman)
Between Two Worlds ist ein 2015 in englischer Sprache erschienener Roman von Amma Darko. Bisher ist er noch nicht in deutscher Sprache publiziert worden.

## Inhalt
Ania bereitet sich in Hamburg auf eine Reise nach Ghana zu ihrem sterbenden Vater vor. Mutter Ursula und Zwillingsschwester Nadia helfen.
In Rückblenden erfährt der Leser, wie sich Anias und Nadias Eltern aufgewachsen sind und wie sie sich kennengelernt haben.
Der Vater, Jofri Teiko, kam 1928 als uneheliches Kind einer minderjährigen Mutter zur Welt, die vergewaltigt worden war und bei seiner Geburt starb. Er wuchs bei der resoluten Tante Mami Dede auf, die sich sehr für seine Erziehung einsetzte. Als er älter war, kam er zu strenggläubigen Pflegeeltern. Jofri bewarb sich über das Goethe-Institut für ein Stipendium und bekam die Zusage, dass er in Deutschland studieren konnte. Der Weg führte ihn zunächst an die Textilschule in Lauterbach.
Die Mutter, Ursula Teiko, geborene Reitz, wurde 1941 in Wiesbaden geboren. An ihrem erheblich älteren Bruder Stefan hing Ursula sehr, weniger an dem ebenfalls viel älteren Ludwig. Als Ursula die Schule abgeschlossen hatte, war es zu spät für die von ihr favorisierte Ausbildung zur Bibliothekarin. So kam sie 1962 zur Textilschule in Lauterbach.
Dort trafen die beiden zusammen und verliebten sich. Ursulas Eltern waren zunächst schockiert, lenkten dann aber ein. Nach Abschluss der Ausbildung von Ursula und Jofri bekam letzterer einen Job in einer Textilfabrik in Ghana und reiste erst einmal allein dorthin. Einige Zeit später folgte die schwangere Ursula, voller Neugier auf das Land. Die erste unangenehme Überraschung erlebte sie, als sie feststellte, dass Jofri eine uneheliche Tochter hat, die bei ihnen wohnen sollte. Nach und nach erfuhr sie weitere unangenehme Überraschungen. Schließlich lebten sich die beiden so weit auseinander, dass Ursula beschloss nach Deutschland zurückzukehren. Unter Schwierigkeiten, weil Jofri ihren Pass an sich genommen hatte, und ohne ihre Töchter verließ sie heimlich Ghana und hoffte, die Töchter bald holen zu können. Das sollte jedoch erst einige Jahre später gelingen.
Auf ihrer Reise nach Ghana erkennt die erwachsene Ania Menschen und Dinge aus ihrer Kindheit wieder und sie erfährt einige Familiengeheimnisse.

## Personen
Hauptpersonen
- Jofri (Amo) Teiko, geb. 1918 in Tsileman, Kolonie Goldküste (später Ghana). Der ungewöhnliche Name beruht auf falschem Verstehen des Vornamens Geoffrey. Den zweiten Namen, Amo, hat sich Jofri selbst gegeben in Erinnerung an den Philosophen Anton Wilhelm Amo.
- Ursula Reitz, gesch. Reitz Teiko, geb. 1941 in Wiesbaden. Sie lernt Jofri 1962 an der Textilschule in Lauterbach kennen. Die beiden heiraten und 1967 folgt Ursula ihrem Mann nach Ghana.
- Ania Teiko, Tochter von Jofri und Ursula, geb. 1968 in Tema, Ghana. Sie besucht 1999 ihren sterbenden Vater in Ghana.
- Nadia Teiko, Zwillingsschwester von Ania. Die Zwillinge sollten eigentlich Anja und Nadja heißen, doch der Standesbeamte hat die Namen „korrigiert“.

Ursulas Familie in Wiesbaden
- Gertrud Reitz, Ursulas Mutter
- Wolfgang Reitz, Ursulas Vater, Drucker
- Stefan Reitz, Ursulas Lieblingsbruder
- Ludwig Reitz, Ursulas Bruder

Jofris Familie in Tsileman und Koforidua, Kolonie Goldküste (später Ghana)
- Mami Dede, Jofris Tante, bei der er in den ersten Jahren aufwächst
- Jofris Mutter, die jüngere Schwester von Mami Dede: Ihr Name wird nicht genannt. Als Fünfzehnjährige wurde sie vergewaltigt und sie starb bei der Geburt von Jofri.
- Herr und Frau Adu, die Pflegeeltern Jofris

Weitere Personen
- Duncan: Jofris bester Freund in seiner Ausbildungszeit in Deutschland
- Mami Vonoo, Vertraute Ursulas in Tema, Ghana
- Naa: Jofris voreheliche Tochter
- Der Clan-Priester: Ein junger Mann, in den sich Ania verliebt

## Ausgaben
- Englische Erstausgabe: Subsaharan Publishers, Ghana 2015, ISBN 9789988647933

Bisher keine weiteren Ausgaben